# Seznam vlád Slovenska
Toto je seznam vlád Slovenska od roku 1938 do současnosti. 

## Slovenská země (1938–1939)
v období Druhé republiky
- (1938) První vláda Jozefa Tisa
  - předseda vlády Jozef Tiso
- (1938–39) Druhá vláda Jozefa Tisa
  - předseda vlády Jozef Tiso
- (1939) Třetí vláda Jozefa Tisa
  - předseda vlády Jozef Tiso
- (1939) Vláda Jozefa Siváka
  - předseda vlády Jozef Sivák
- (1939) Vláda Karola Sidora
  - předseda vlády Karol Sidor

## První slovenská republika (1939–1945)
v období 2. světové války
- (1939)  Čtvrtá vláda Jozefa Tisa 
  - předseda vlády Jozef Tiso
- (1939–44)  Vláda Vojtecha Tuky
  - předseda vlády Vojtech Tuka
- (1944–45)  Vláda Štefana Tisa
  - předseda vlády Štefan Tiso

## Slovenská socialistická republika v rámci ČSSR (1969–1990)
v rámci Československé socialistické republiky
- (1969–71) Vláda Štefana Sádovského a Petera Colotky
  - předseda vlády Štefan Sádovský (leden až květen 1969), Peter Colotka (od května 1969)
- (1971–76) Druhá vláda Petera Colotky
  - předseda vlády Peter Colotka
- (1976–81) Třetí vláda Petera Colotky
  - předseda vlády Peter Colotka
- (1981–86) Čtvrtá vláda Petera Colotky
  - předseda vlády Peter Colotka
- (1986–89) Vláda Petera Colotky, Ivana Knotka a Pavola Hrivnáka 
  - předseda vlády Peter Colotka (do října 1988), Ivan Knotek (říjen 1988 až červen 1989), Pavol Hrivnák (od června 1989)
- (1989–90) Vláda Milana Čiče
  - předseda vlády Milan Čič

## Slovenská republika v rámci ČSFR (1990–1992)
v rámci České a Slovenské Federativní Republiky
- (1990–91) První vláda Vladimíra Mečiara
  - předseda vlády Vladimír Mečiar
- (1991–92) Vláda Jána Čarnogurského
  - předseda vlády Ján Čarnogurský
- (1992–94) Druhá vláda Vladimíra Mečiara
  - předseda vlády Vladimír Mečiar

## Slovenská republika (od 1993)
vlády samostatného státu
- (1992–94) Druhá vláda Vladimíra Mečiara - pokračování z federace
  - předseda vlády Vladimír Mečiar
- (1994) Vláda Jozefa Moravčíka 
  - předseda vlády Jozef Moravčík
- (1994–98) Třetí vláda Vladimíra Mečiara 
  - předseda vlády Vladimír Mečiar
- (1998–2002) První vláda Mikuláše Dzurindy
  - předseda vlády Mikuláš Dzurinda
- (2002–06) Druhá vláda Mikuláše Dzurindy
  - předseda vlády Mikuláš Dzurinda
- (2006–10) První vláda Roberta Fica
  - předseda vlády Robert Fico
- (2010–12) Vláda Ivety Radičové
  - předsedkyně vlády Iveta Radičová
- (2012–16) Druhá vláda Roberta Fica
  - předseda vlády Robert Fico
- (2016–18) Třetí vláda Roberta Fica
  - předseda vlády Robert Fico
- (2018–20) Vláda Petera Pellegriniho
  - předseda vlády Peter Pellegrini
- (2020–21) Vláda Igora Matoviče
  - předseda vlády Igor Matovič
- (2021–23) Vláda Eduarda Hegera
  - předseda vlády Eduard Heger
- (2023) Vláda Ľudovíta Ódora (úřednická vláda)
  - předseda vlády Ľudovít Ódor
- (2023–dosud) Čtvrtá vláda Roberta Fica
  - předseda vlády Robert Fico